# 합정운수
합정운수 (合井運輸)는 서울특별시 마포구의 마을버스 업체이고, 본사는 서울특별시 마포구 방울내로11길 129에 있다.

## 연혁
- 1999년 : 회사 설립[2]

## 운행 노선
- ● 마포16번 : 마포16번종점 ↔ 홍익대학교 (구 마포마을 8번)

## 보유차량
전 차량이 현대 그린시티, 현대 일렉시티 타운으로 운행한다.